# JA-SS

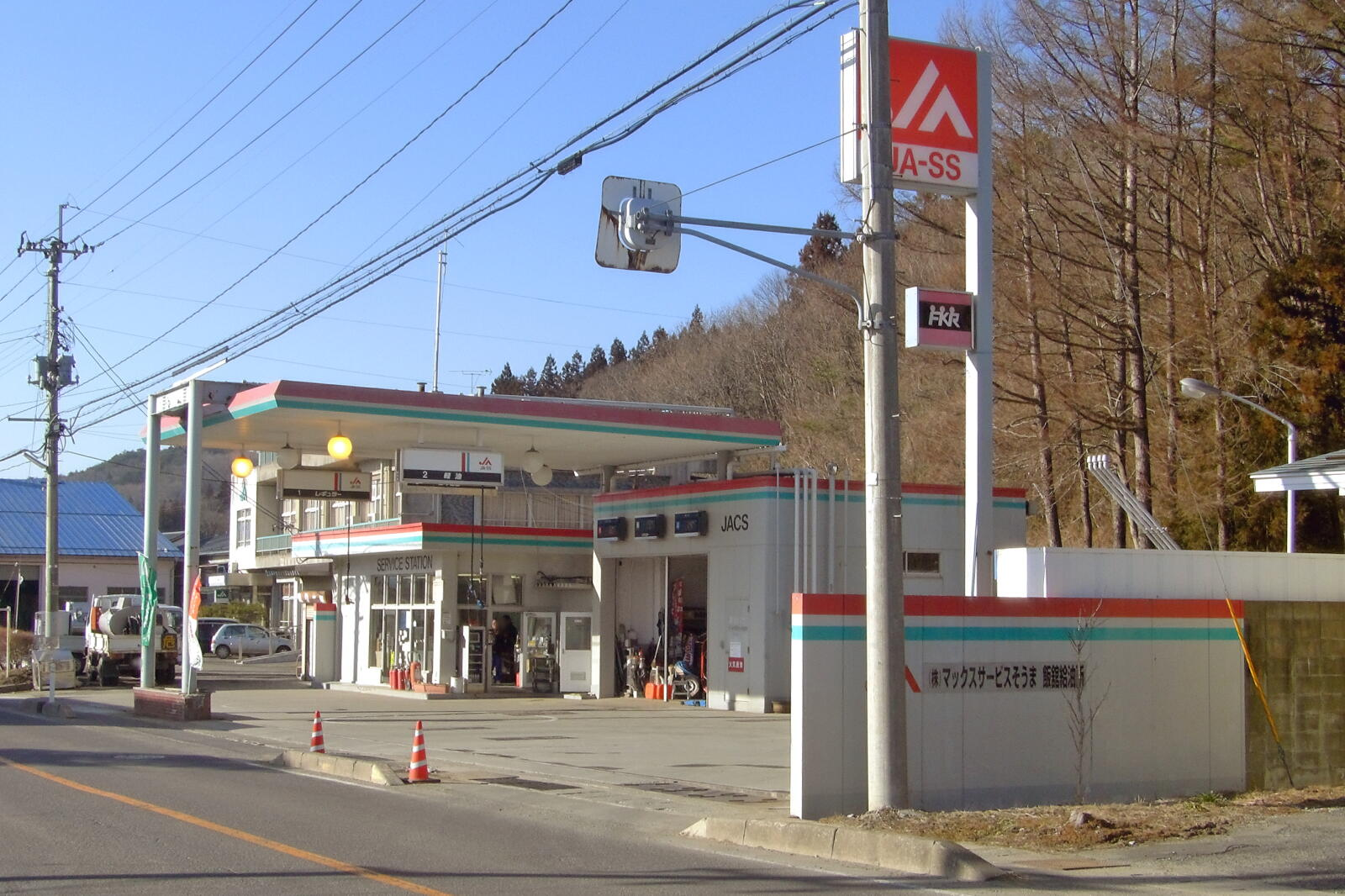
JA-SS飯舘給油所

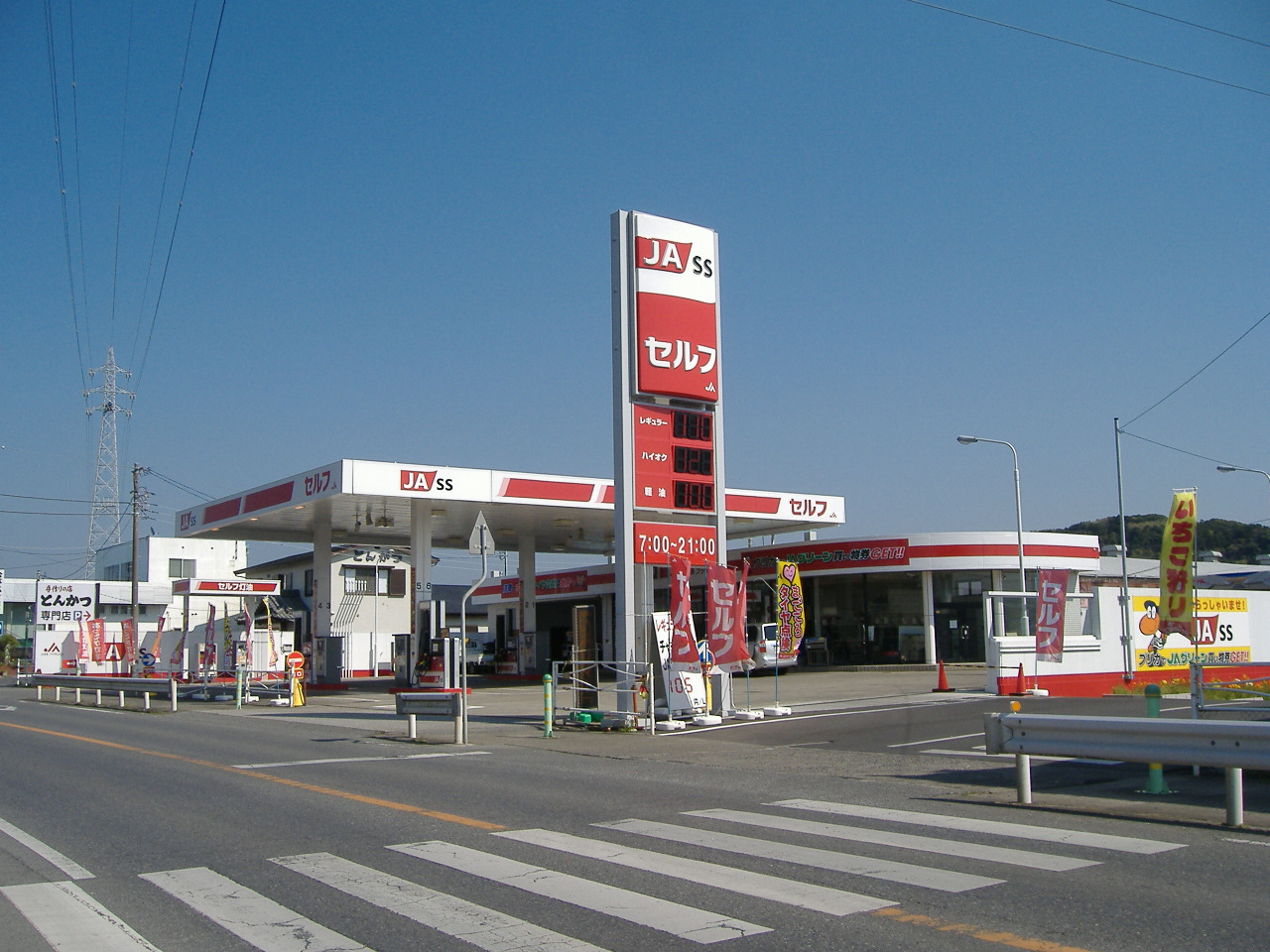
JA-SSのセルフ店、プラザR128（千葉県館山市）

JA-SS（ジェイ・エー-エスエス）は、JAグループ傘下のガソリンスタンドのサービスブランド。キャッチコピーは「マイホームステーション JA-SS」

## 概要
SSは「サービスステーション」の略で、文字通り農業協同組合の購買事業の一環として行われることが基本となっている。経営母体の別により、大きく分けて以下の4つの業態に分けられる。
- 各単位農協直営のガソリンスタンド
- 各単位農協の子会社運営のガソリンスタンド
- 全農エネルギー（全国農業協同組合連合会の子会社）運営のガソリンスタンド
- 全農都府県本部傘下子会社運営のガソリンスタンド

このうち、全農エネルギーは国内6カ所の備蓄基地から全国のスタンドに配送を行っており、全農エネルギー自体が一つの独自ブランドとなっている。全農都府県本部傘下子会社のスタンドもこれに準じる。一方、各単位農協系のスタンドはかつてはそれぞれが石油卸売各社からガソリンの供給を受けて販売を行っており、JA-SSの看板と各元売会社のブランドの看板を併記していることが多かったが、近年（1998-99年頃から）は全農エネルギーからの元売供給を受けたり業転玉を受けるなどしてJA-SSオリジナルブランドに転換しつつあり、元売系のスタンドは後述の長野県内を除き減少傾向にある。なおJAマークは通常の緑色ではなく赤色が用いられる（山口県萩市では市の外観への配慮からか、赤よりも茶色に近しい色となっている）。
JA-SSは北海道と長野県を除く45都府県で営業している。北海道ではJA-SSではなく、ホクレン農業協同組合連合会系のオリジナルブランドのガソリンスタンド（ホクレンSS）が営業しており、JA-SSの公式ホームページにはホクレンSSの公式ホームページにリンクするバナーがある（一方、ホクレンSSからJA-SSへのリンクは貼られていない）。
長野県においてはJAが運営するガソリンスタンドは全てENEOSブランドであり、JA-SSブランドは存在しない。ガソリン・灯油・LPガスに関する商品、サービスの提供は、各地域のJAまたはその子会社が実施している。
なお、JA-SS・ホクレンSSとも、JAカード提示で、ガソリン・軽油が1リットル当たり2円の割引を受けることができる特典がある。
JA店舗（JAバンク・エーコープ）や倉庫と併設または隣接している、或いはJA店舗の跡地に立地しているスタンドもある。
店頭での石油類等の販売のほか、組合員等需要者へタンクローリー等による燃料油類の配送も行う例が多い。
1990年代〜現在まで一部地域でTVCMも放映している。